# Epipsilia vargai
Epipsilia vargai là một loài bướm đêm trong họ Noctuidae.